# 11868 Кляйнріхерт
11868 Кляйнріхерт (11868 Kleinrichert) — астероїд головного поясу, відкритий 2 жовтня 1989 року.
Тіссеранів параметр щодо Юпітера — 3,228.